# 비봉초등학교 (경기)
비봉초등학교는 대한민국 경기도 화성시 비봉면 삼화리에 있는 공립 초등학교이다.

## 학교 연혁
| 1931년 | 4월 23일  | 비봉공립보통학교 개교(4년제)              |
| 1938년 | 4월 1일   | 비봉공립심상소학교 개칭                   |
| 1941년 | 4월 1일   | 비봉공립국민학교 개칭                     |
| 1943년 | 4월 1일   | 6년제 6학급 편성                          |
| 1960년 | 6월 26일  | 유포분교장 개교                           |
| 1987년 | 11월 1일  | 농촌형 급식학교 운영                      |
| 1992년 | 3월 1일   | 유포분교장 통폐합                         |
| 1996년 | 3월 1일   | 비봉초등학교로 교명 바꿈                  |
| 2007년 | 11월 5일  | 테니스장 준공                             |
| 2008년 | 2월 15일  | 다목적실 준공                             |
| 2008년 | 12월 22일 | 어학실 준공                               |
| 2010년 | 9월 1일   | 제28대 신민경 교장 취임                   |
| 2011년 | 3월 1일   | 통합지원실 1학급 개설                     |
| 2012년 | 2월 16일  | 제79회 졸업 41명 (총7,543명)              |
| 2012년 | 3월 1일   | 초등 8학급, 특수1학급, 유치원 1학급 편성  |
| 2014년 | 3월 1일   | 초등 7학급, 특수 1학급, 유치원 1학급 편성 |
| 2017년 | 2월 10일  | 제84회 졸업 20명 (총7,710명)              |
| 2017년 | 3월 1일   | 초등 7학급, 특수 1학급, 유치원 1학급 편성 |

## 참고 자료
- 비봉초등학교 - 한국교육학술정보원 학교알리미